# Chromis acares
Chromis acares, thường được gọi là cá thia nhỏ, là một loài cá biển thuộc chi Chromis trong họ Cá thia. Loài này được mô tả lần đầu tiên vào năm 1973.

## Phân bố và môi trường sống
C. acares có phạm vi phân bố tương đối rộng rãi ở vùng biển Thái Bình Dương. Chúng được tìm thấy từ quần đảo Mariana băng qua phía đông đến quần đảo Hawaii, phía nam đến quần đảo Société, Vanuatu và quần đảo Australes; cũng ghi nhận ở biển San Hô C. acares sống xung quanh những rạn san hô ngoài khơi, đôi khi có mặt trong các đầm phá ở độ sâu khoảng 2 – 37 m.

## Mô tả
C. acares trưởng thành chỉ dài khoảng 4 – 5 cm, rất nhỏ. Cơ thể có màu nâu xám hoặc nâu nhạt với một khoảng màu vàng quanh mõm, kéo dài đến gốc vây ngực. Vây hậu môn có một mảng màu đen. Hai thùy đuôi có màu vàng. Một đốm nhỏ màu vàng ở phía sau vây lưng. Có một sọc đen băng qua đồng tử.
Số ngạnh ở vây lưng: 12; Số vây tia mềm ở vây lưng: 11; Số ngạnh ở vây hậu môn: 2; Số vây tia mềm ở vây hậu môn: 10 - 11; Số vây tia mềm ở vây ngực: 16 - 18; Số vảy đường bên: 15 - 17.
Thức ăn của C. acares là những sinh vật phù du. Chúng thường bơi theo đàn. Cá đực có tập tính bảo vệ và chăm sóc những quả trứng.